# Sân vận động Hồng Kông
Sân vận động Hồng Kông (tiếng Anh: Hong Kong Stadium) là địa điểm thể thao chính của Hồng Kông. Được phát triển lại từ Sân vận động Chính phủ cũ, sân được mở cửa trở lại với tên gọi là Sân vận động Hồng Kông vào tháng 3 năm 1994. Sân có sức chứa tối đa là 40.000 chỗ ngồi, bao gồm 18.260 ghế ở tầng chính, 3.173 ghế ở các phòng điều hành, 18.510 ghế ở tầng trên và 57 ghế cho người sử dụng xe lăn.
Sân vận động nằm ở Tảo Can Bộ, đảo Hồng Kông, trong thung lũng Vịnh Đồng La. Hầu hết các trận đấu bóng đá quốc tế được tổ chức tại Hồng Kông được tổ chức tại sân vận động này. Đây cũng là địa điểm cho giải đấu rugby sevens Hong Kong Sevens. Sân vận động Hồng Kông cũng đã tổ chức Giải vô địch rugby sevens thế giới hai lần, vào năm 1997 và 2005.

## Lịch sử
Tảo Can Bộ trước đây là nơi an táng các nạn nhân của Trận hỏa hoạn năm 1918 tại Trường đua ngựa Happy Valley. Sau đó, Chính phủ Hồng Kông đã chuyển tất cả các phần mộ đến Aberdeen. Sân vận động Chính phủ cũ có hình chữ U được xây dựng vào năm 1953 và có sức chứa 28.000 người với chỗ ngồi được che phủ một phần bởi mái che.
Sân vận động Chính phủ cũ chỉ che phủ được một phần, không có đủ ghế ngồi hay hệ thống chiếu sáng. Vào thập niên 1990, Câu lạc bộ Đua ngựa Hoàng gia Hồng Kông đã đề xuất một kế hoạch tái thiết để Hồng Kông có được một sân vận động thể thao đẳng cấp thế giới.
Năm 2008, 39.000 người đã dự khán trận đấu rugby union đầu tiên của Cúp Bledisloe giữa Úc và New Zealand. Năm 2010, 26.210 người đã dự khán trận đấu rugby union thứ hai của Cúp Bledisloe tại Sân vận động Hồng Kông.

### 1994, tái xây dựng và Wembley International
Vào đầu những năm 1990, Sân vận động Chính phủ được xây dựng lại thành một sân vận động hình chữ nhật có sức chứa 40.000 chỗ ngồi. Không có đường chạy điền kinh nào được xây dựng do diện tích đất hạn chế. Điều này buộc các trường phải tìm địa điểm thay thế.
Hợp đồng quản lý sân vận động đã được Wembley International, một công ty con nước ngoài của Sân vận động Wembley, giành được vào tháng 3 năm 1994.
Ngay từ ngày đầu tiên đã có những vấn đề nghiêm trọng với sân. Các chủ sở hữu của sân vận động, Hội đồng Thành thị, đã thất vọng. Sân đã bị chỉ trích bởi các quan chức bóng đá địa phương, các nhà quảng bá thể thao và thậm chí cả huấn luyện viên của Manchester United, Alex Ferguson, người đã nói trước trận đấu giao hữu giữa Manchester United và Nam Hoa AA vào ngày 20 tháng 7 năm 1997, "Mặt sân đang bị hư hại. Bề mặt chỉ là cát-nền và mặt sân không được giữ vững. Có thể xảy ra chấn thương."
Chính quyền đã hy vọng rằng sân vận động có thể được sử dụng như một địa điểm tổ chức buổi hòa nhạc để mang lại thêm thu nhập cho thuê. Nhưng những người dân gần đó đã phàn nàn không ngớt về 'mức độ tiếng ồn', dẫn đến việc hạn chế mức độ tiếng ồn khiến sân vận động không phù hợp cho các buổi hòa nhạc. Điều này làm giảm đáng kể mức thu nhập của sân vận động và công ty quản lý, Wembley, gặp rắc rối về tài chính.

### 1998, chính quyền Hồng Kông tiếp quản
Nhiệm kỳ quản lý của Wembley tại sân vận động đã bị Hội đồng Đô thị Lâm thời (PUC) đột ngột chấm dứt vào ngày 26 tháng 5 năm 1998. PUC cũng yêu cầu Bộ Dịch vụ Đô thị (USD) đảm nhận quyền quản lý tạm thời của Sân vận động Hồng Kông và cũng đã đồng ý đề xuất của USD để trả lại toàn bộ mặt sân của Sân vận động Hồng Kông. Vấn đề cơ bản giữa các bên là việc chăm sóc và bảo dưỡng sân vận động, nhưng cũng có khiếu nại về hành vi nhảy bungee trái phép của Paul G. Boyle người Canada.
Cuối cùng, chính quyền Hồng Kông bị đánh giá là đã chấm dứt hợp đồng quản lý một cách sai trái và phải bồi thường thiệt hại hơn 20 triệu đô la Hồng Kông cho Wembley Plc.
Sân vận động Hồng Kông hiện do Sở Dịch vụ Văn hóa và Giải trí của Hồng Kông quản lý, sau khi Hội đồng Thành thị bị giải thể.

## Bóng đá

### Giải bóng đá hạng nhất Hồng Kông
Nam Hoa và Kiệt Chí đã sử dụng sân vận động này làm sân nhà trong mùa giải 2009-10.
Bắt đầu từ mùa giải 2010-11, chỉ có Nam Hoa sử dụng Sân vận động Hồng Kông làm sân nhà.

### Lunar New Year Cup
Sân vận động đã tổ chức các trận đấu của Lunar New Year Cup.

### Lấp đầy sân vận động
Trận đấu bóng đá đầu tiên chính thức được lấp đầy sân vận động (tức là trận không phải là giao hữu) tại Sân vận động Hồng Kông là trận bán kết lượt về Cúp AFC 2009 giữa Nam Hoa AA và Kuwait SC. Điều này được bổ sung vào cùng năm bởi trận chung kết môn bóng đá tại Đại hội Thể thao Đông Á 2009 giữa U23 Hồng Kông và U23 Nhật Bản. Mặc dù sân vận động không còn ghế trống, tất cả vé đã được bán hoặc phân phối.
Kitchee vs Manchester City
Vào ngày 24 tháng 7 năm 2019, Sân vận động Hồng Kông đã tổ chức trận đấu giao hữu cấp câu lạc bộ giữa nhà vô địch Premier League Manchester City và câu lạc bộ giải bóng đá Ngoại hạng Hồng Kông Kitchee. Manchester City đã thắng với tỷ số 6–1.

## Rugby
Vào ngày 1 tháng 11 năm 2008, sân trở thành sân vận động đầu tiên bên ngoài Úc hoặc New Zealand tổ chức trận đấu của Cúp Bledisloe, một trận đấu rugby giữa Úc và New Zealand. New Zealand thắng trận đấu với tỷ số 19–14.
Vào ngày 1 tháng 6 năm 2013, British and Irish Lions và Barbarian F.C. đã chơi một trận đấu rugby union tại Sân vận động Hồng Kông.

## Hong Kong International Cricket Sixes
Sân vận động đã tổ chức các trận đấu của Hong Kong International Cricket Sixes từ năm 1996 đến 1997.

## Đại hội Thể thao Đông Á 2009
Sân vận động được sử dụng làm địa điểm tổ chức trận chung kết cho cả hai môn thi đấu rugby 7s và bóng đá của Đại hội Thể thao Đông Á 2009. Các đội tuyển rugby 7s và bóng đá của Hồng Kông đều lọt vào chung kết và đều gặp Nhật Bản. Đội rugby 7s về nhì sau Nhật Bản. Trong khi đó, đội bóng đá đã đánh bại họ trước hơn 31.000 khán giả, bao gồm cả Tăng Âm Quyền, giành danh hiệu quốc tế đầu tiên của đội tuyển bóng đá U-23 quốc gia Hồng Kông.

## Sự cố mặt cỏ năm 2013
Vào năm 2013, trong giải đấu Barclays Asia Trophy, huấn luyện viên của Sunderland, Paolo Di Canio đã mô tả mặt sân như "kẻ giết người", vì mặt cỏ đã khiến trung vệ của Manchester City, Matija Nastasić bị chấn thương trên mặt sân lầy lội bùn, mặc dù chấn thương của Nastasić được xác định là do một cú đá vào mắt cá chân theo lời kể của huấn luyện viên Manuel Pellegrini của Man City, người đã từ chối đổ lỗi cho mặt sân lầy lội. Huấn luyện viên André Villas-Boas của Tottenham Hotspur cũng đã chỉ trích mặt sân sau khi Jan Vertonghen, một hậu vệ hàng đầu của Spurs, dính chấn thương mắt cá chân. "Nếu tôi có thể thành thật, tôi không muốn thi đấu, nhưng đây là thực tế mà chúng tôi phải đối mặt", huấn luyện viên người Bồ Đào Nha nói trước trận đấu giao hữu của đội bóng với Nam Hoa AA. Manchester United sau đó đã hủy bỏ buổi tập chung của họ tại sân vận động vào Chủ nhật do lo ngại về bề mặt sân cỏ, không muốn làm hỏng thêm bề mặt sân hoặc gây nguy cơ chấn thương cho các cầu thủ của họ, trước trận đấu giao hữu với Kitchee SC vào ngày 29 tháng 7.
Vào ngày 30 tháng 7, Thự trưởng Thự Dịch vụ văn hóa và giải trí, Betty Fung Ching Suk-yee cho biết việc Sân vận động Hồng Kông bị chỉ trích nặng nề đang được xem xét, sau khi người hâm mộ bóng đá trên toàn thế giới thất vọng về mặt sân trơn trượt trong các trận đấu của Barclays Asia Trophy vào ngày 24 và 27 tháng 7. Chủ tịch La Kiệt Thừa của Nam Hoa AA cho biết trên một blog chính thức rằng các trận đấu gần đây đã cho thấy một vấn đề quản lý nghiêm trọng. Đặc khu trưởng Lương Chấn Anh cho biết ông đã yêu cầu Cục Sự vụ Dân chính và Thự Dịch vụ văn hóa và giải trí về các biện pháp khắc phục ngắn, trung và dài hạn.
Vào năm 2015, với sự hỗ trợ từ Jockey Club, mặt sân đã được phục hồi hoàn toàn. Cỏ và đất hiện có đã được dỡ bỏ, hệ thống tưới tiêu được thay thế và trải mặt cỏ mới.

## Các sự kiện phi thể thao
Jean-Michel Jarre đã tổ chức một buổi hòa nhạc tại Sân vận động Hồng Kông vào ngày 11 tháng 3 năm 1994. Đây là sự kiện đầu tiên tại Sân vận động Hồng Kông sau khi được xây dựng lại.
Đàm Vịnh Lân đã tổ chức một buổi hòa nhạc tại Sân vận động Hồng Kông từ ngày 22 đến ngày 24 tháng 4 năm 1994. Đây là nghệ sĩ địa phương đầu tiên tổ chức buổi hòa nhạc tại đây.

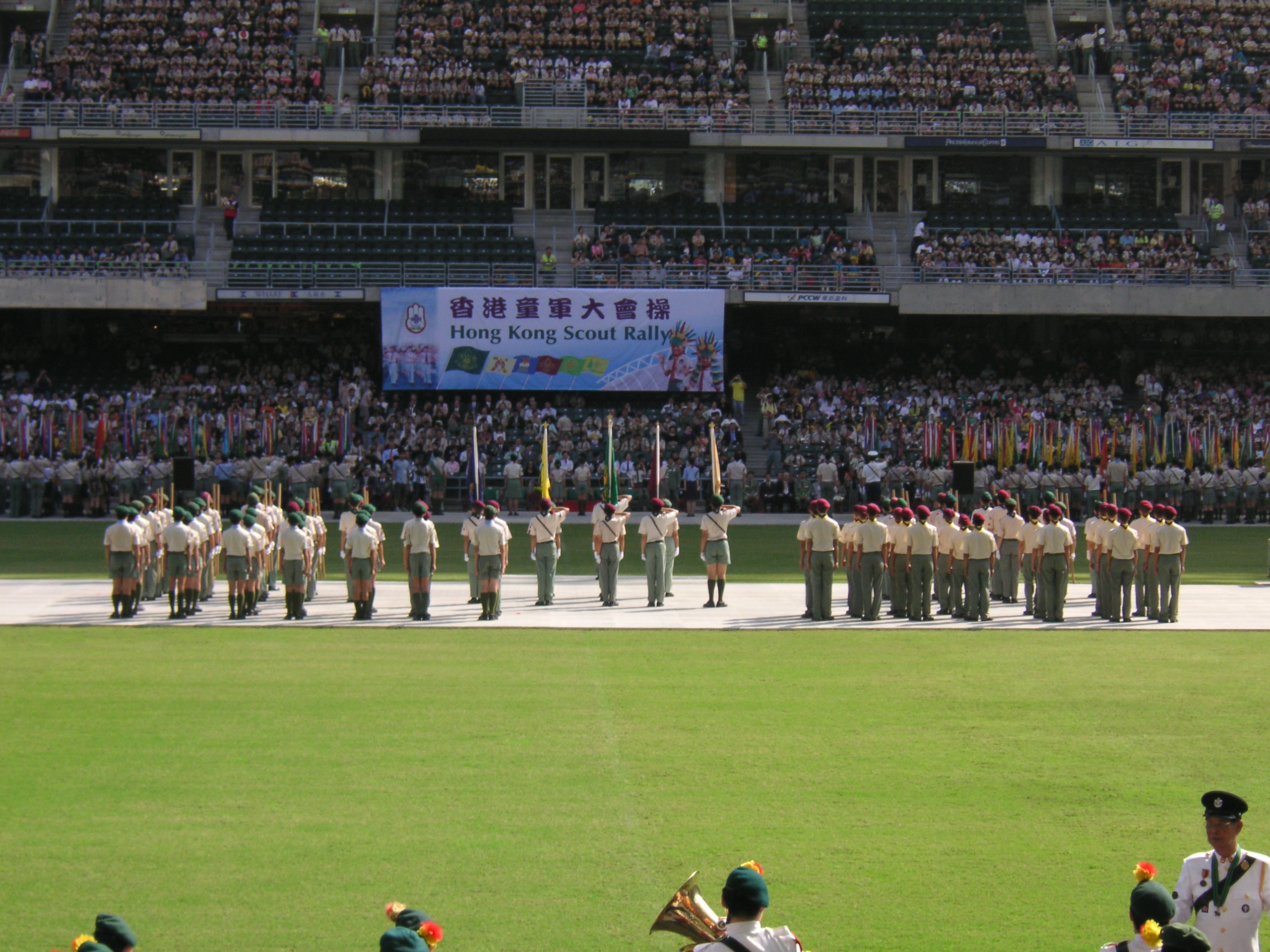
Scout Rally tại Sân vận động Hồng Kông

Lần duy nhất địa điểm được sử dụng cho các sự kiện trực tiếp là buổi biểu diễn kỷ niệm Các vận động viên đoạt huy chương vàng Olympic của Trung Quốc dành cho các vận động viên đoạt huy chương vàng của Trung Quốc.
Bon Jovi đã biểu diễn một buổi hòa nhạc tại sân vận động vào ngày 25 tháng 9 năm 1993 trong chuyến lưu diễn I'll Sleep When I'm Dead Tour. Đây là buổi biểu diễn đầu tiên của ban nhạc tại Hồng Kông.
Vận động viên người Canada Paul G. Boyle đã nhảy bungee bất hợp pháp từ trên nóc mái che Sân vận động Hồng Kông vào sáng thứ Sáu ngày 24 tháng 5 năm 1996. Anh không bị bắt nhưng bị cấm sử dụng toàn bộ các cơ sở của Hội đồng Thành thị.

## Tương lai
Tại Diễn văn Chính sách 2013, Đặc khu trưởng Lương Chấn Anh cho biết một khi Sân vận động Khải Đức đi vào hoạt động vào năm 2019, Sân vận động Hồng Kông sẽ được chuyển đổi thành một nhà thi đấu thể thao cấp quận có sức chứa 10.000 chỗ ngồi.

## Cơ sở vật chất
Sân vận động Hồng Kông có sức chứa 40.000 chỗ ngồi. Chỗ ngồi được phân bố như sau:
- 18.256 chỗ ngồi ở tầng chính
- 18.507 chỗ ngồi ở tầng trên
- 3.153 chỗ ngồi ở các phòng điều hành
- 57 chỗ ngồi cho xe lăn

Ngoài ra, bên trong sân vận động còn có nhiều quầy bán hàng giải khát.

## Sử dụng cho hoạt động khác
Sân vận động được coi là một địa điểm giải trí và thể thao đa năng, do sức chứa lớn hơn nhiều so với Đấu trường Hồng Kông được sử dụng phổ biến hơn, nơi hầu như tất cả các mục đích sử dụng hiện nay chỉ dành cho giải trí. Tuy nhiên, tính chất sân vận động ngoài trời của sân đã dẫn đến những phàn nàn về tiếng ồn từ các cư dân trong các tòa nhà xung quanh sân vận động. Sân đã không được phép tổ chức các sự kiện giải trí kể từ năm 1999.

## Hình ảnh

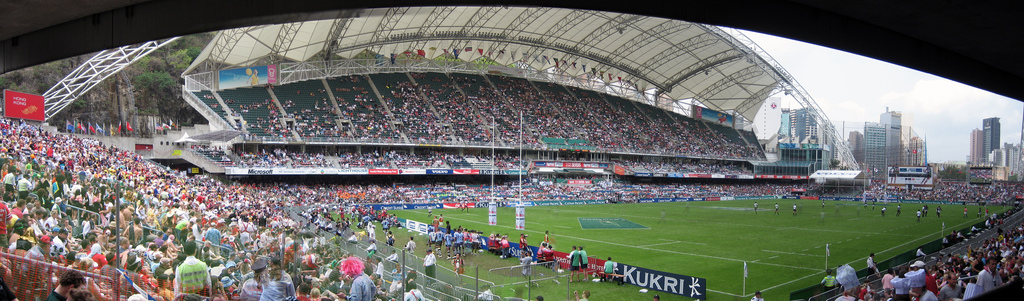
Sân vận động Hồng Kông

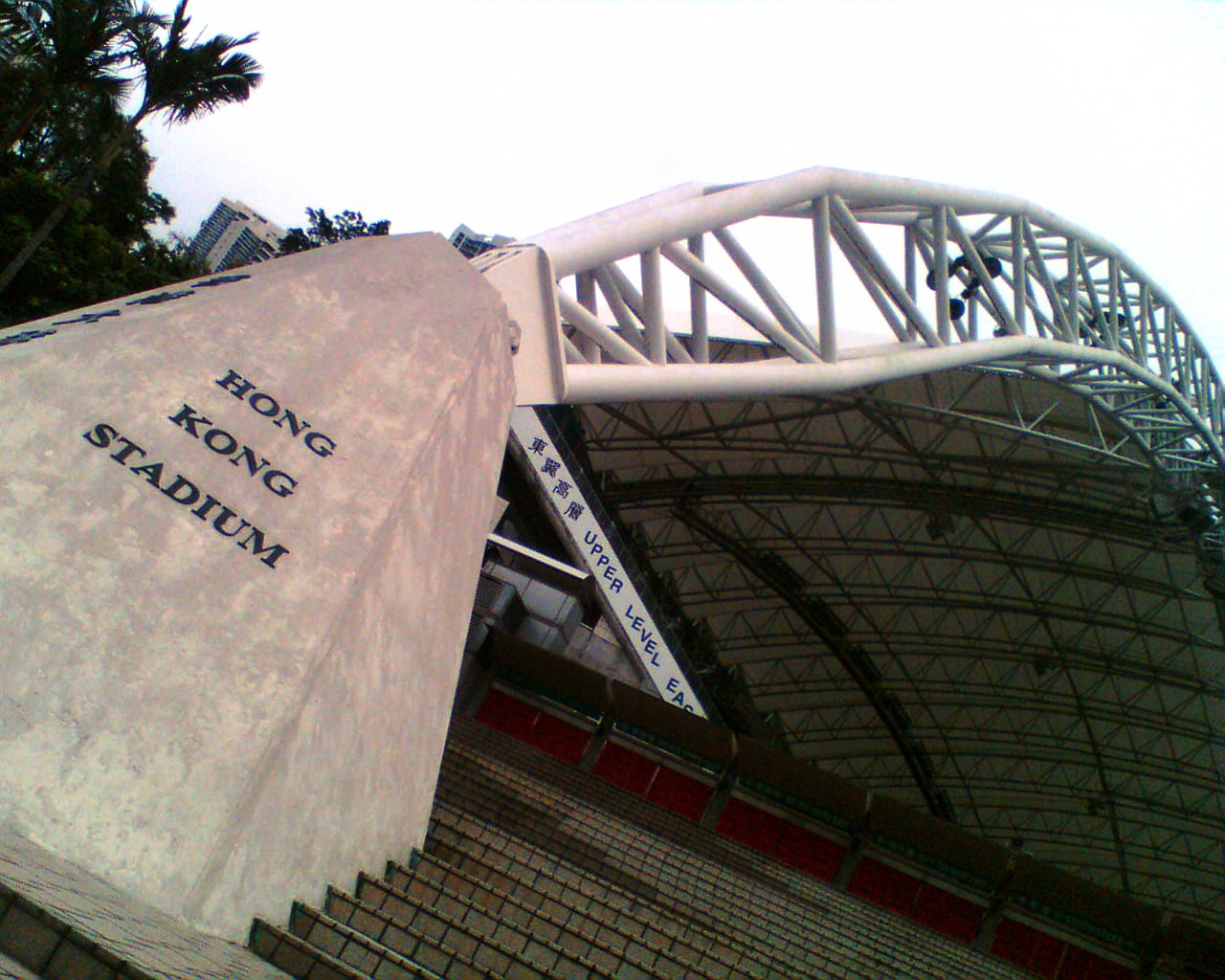
Khung thép hỗ trợ tán
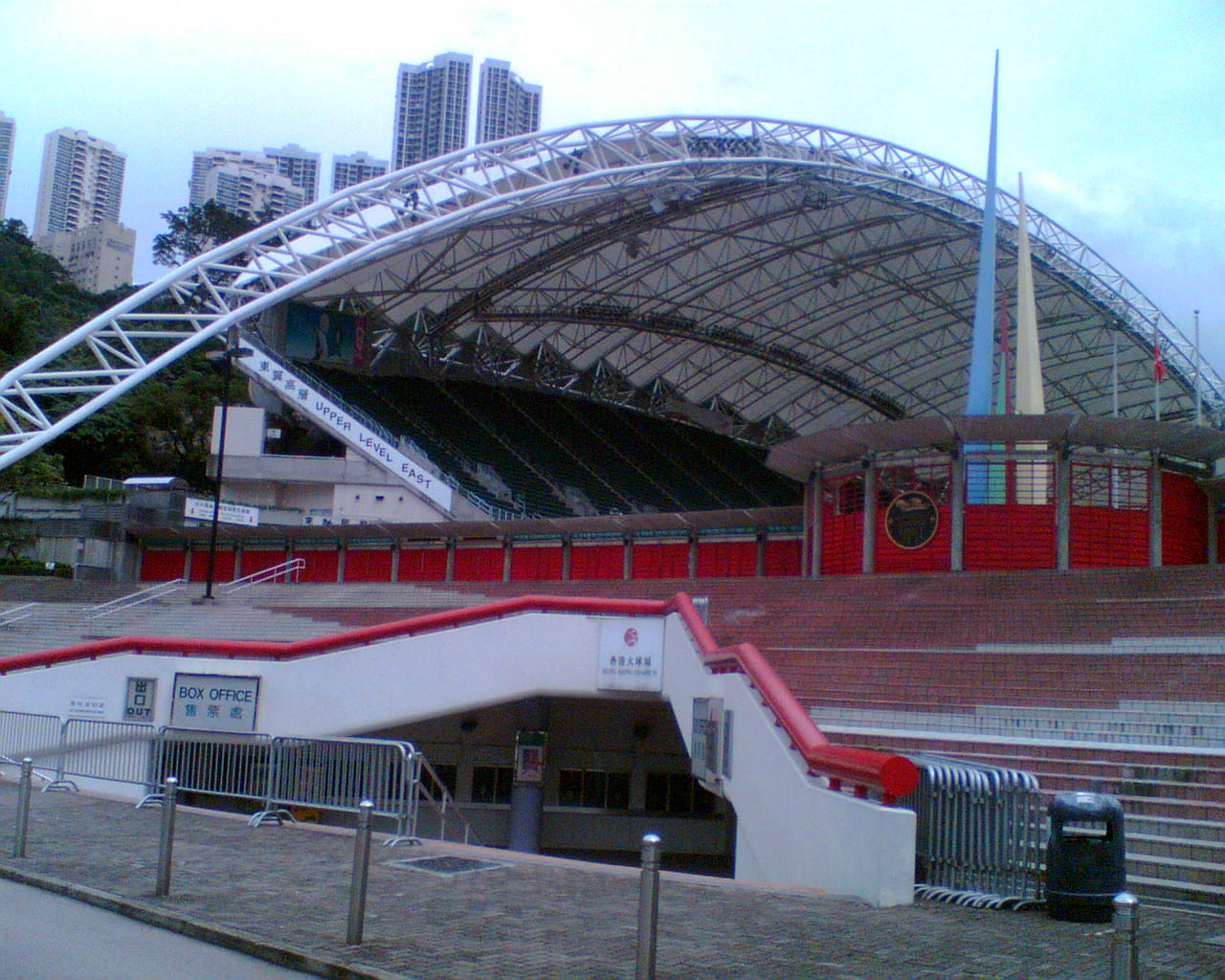
Khán đài phía Đông
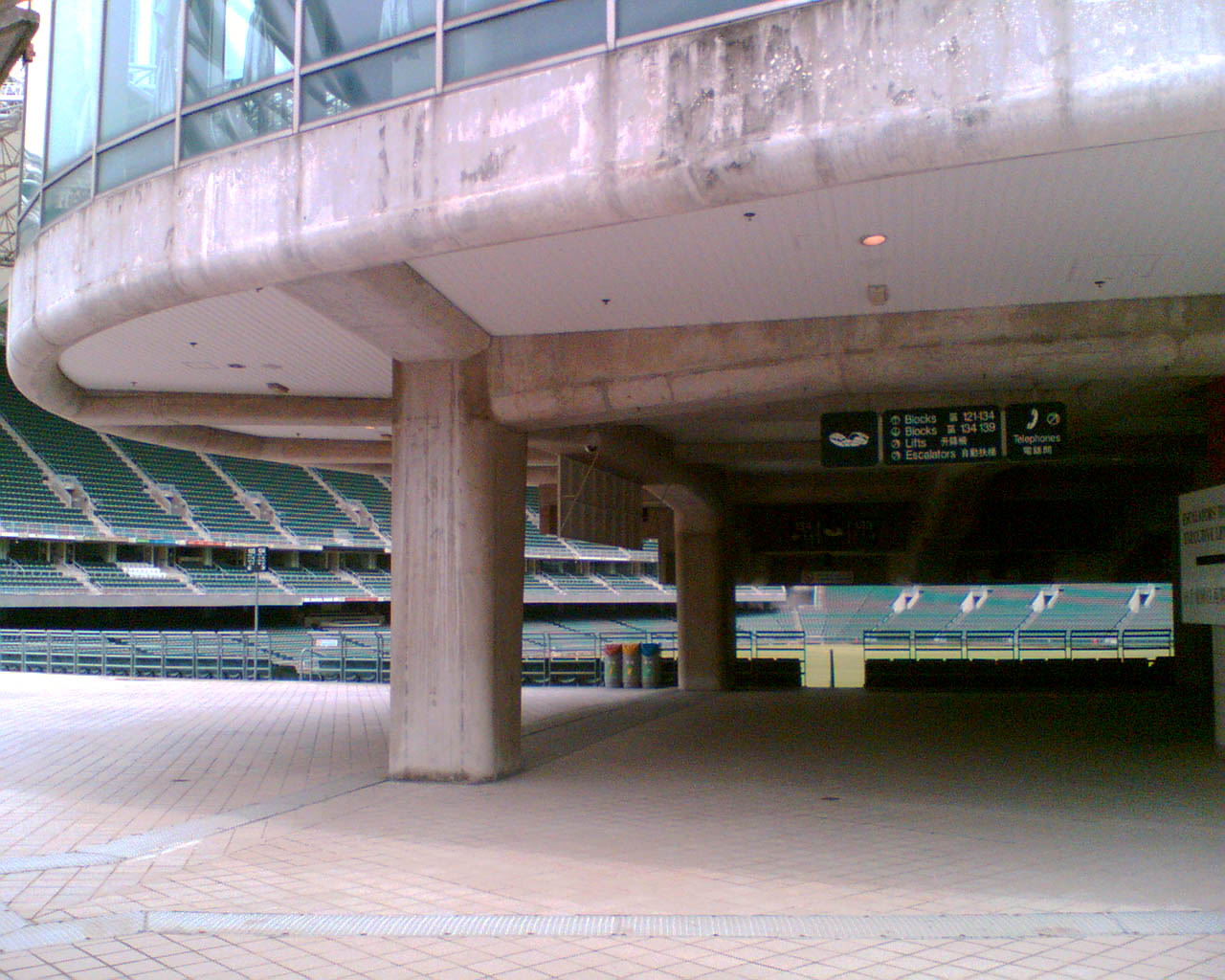
Lối đi tại khán đài
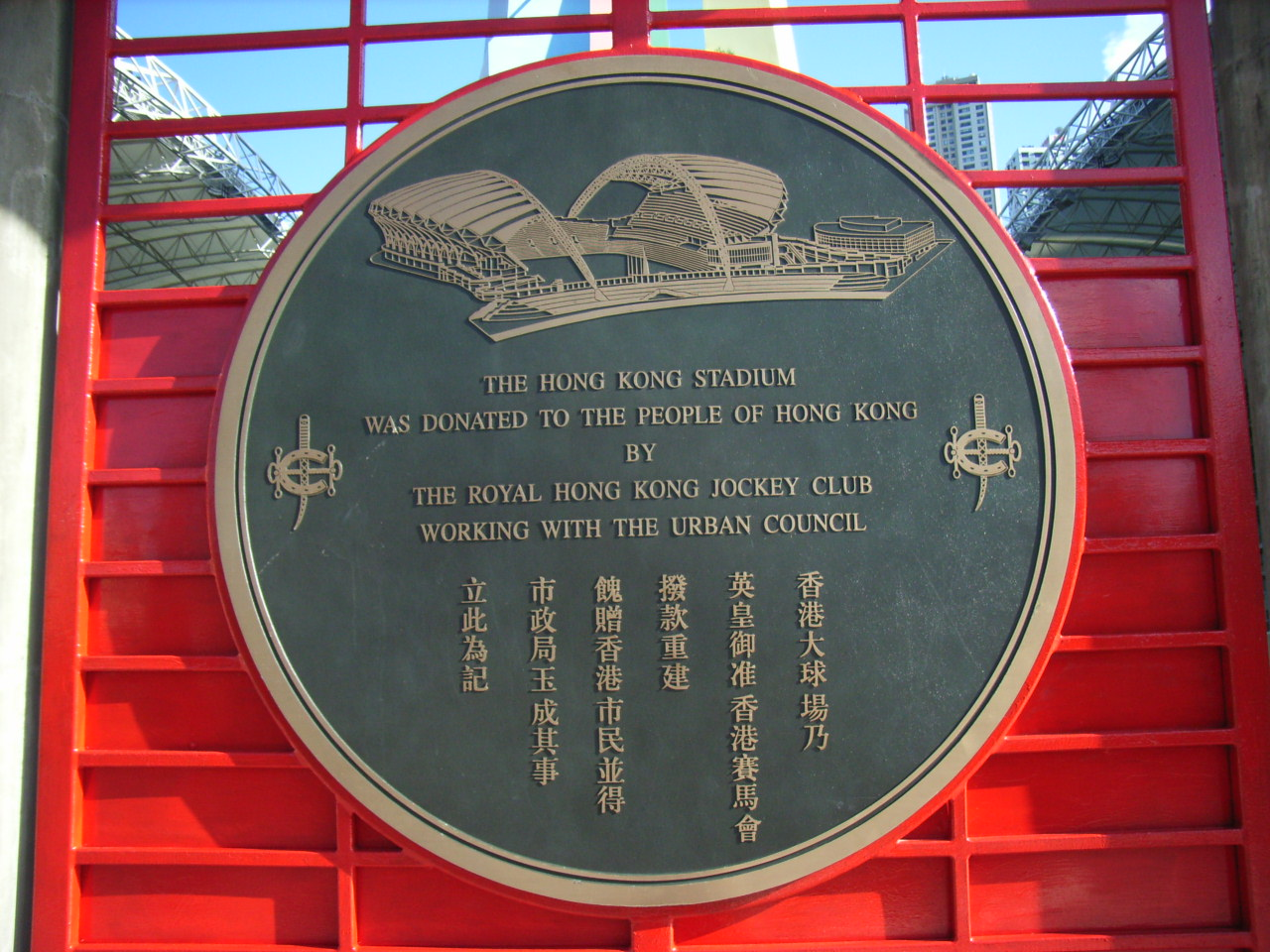
Bảng tưởng niệm
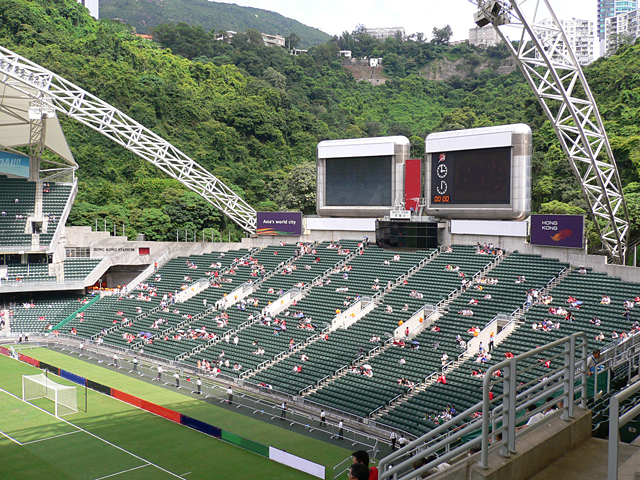
Mặt cỏ
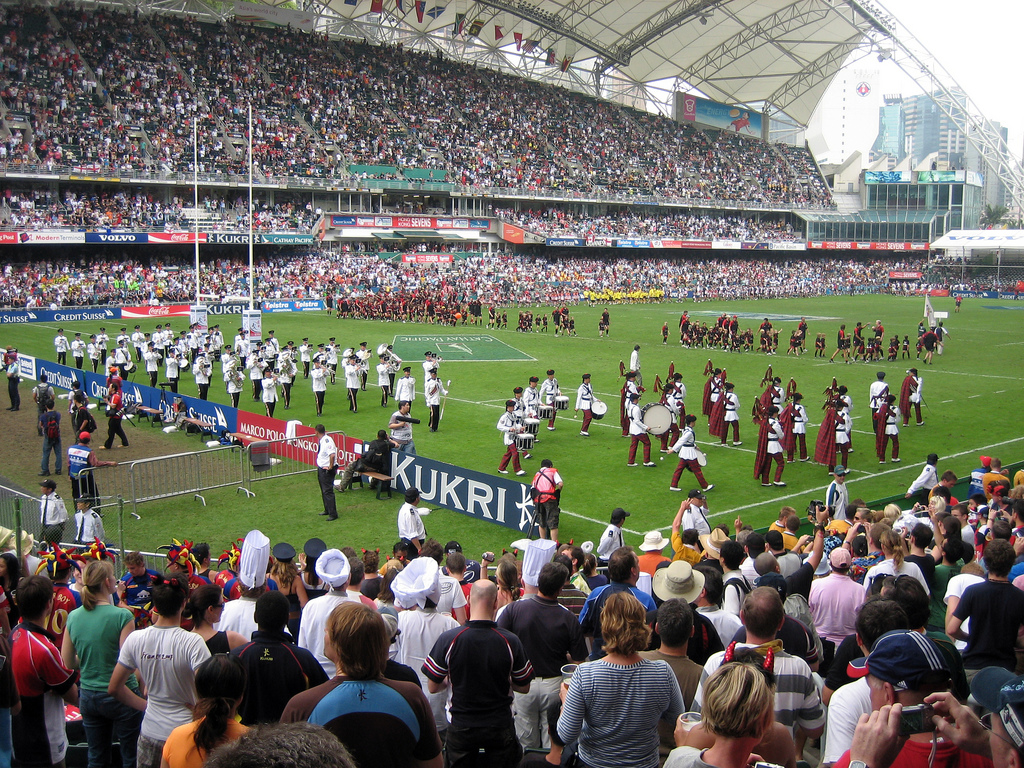
Lễ hội
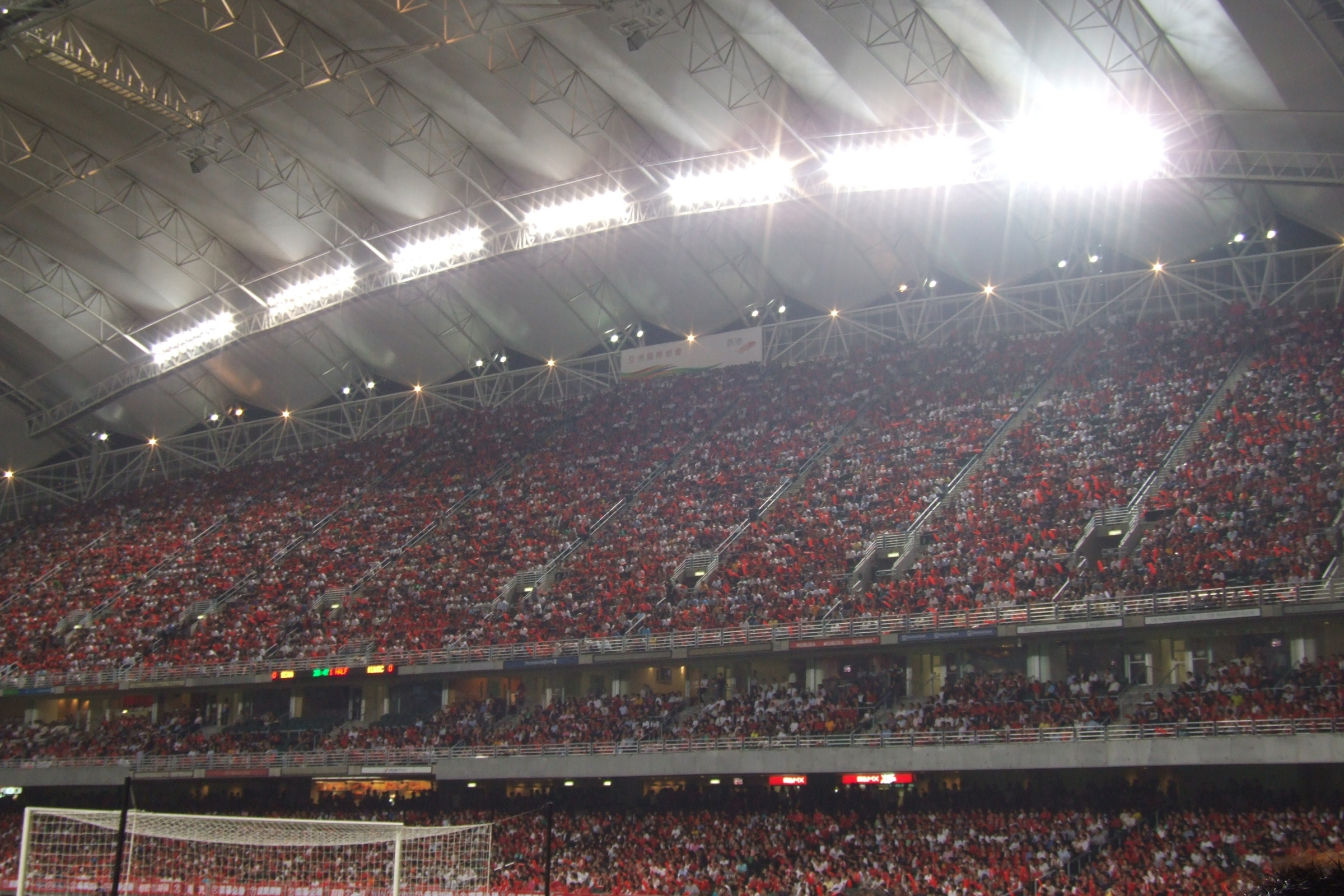
2009
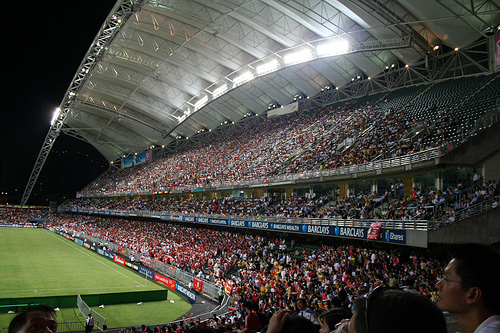
Barclays Asia Trophy 2007
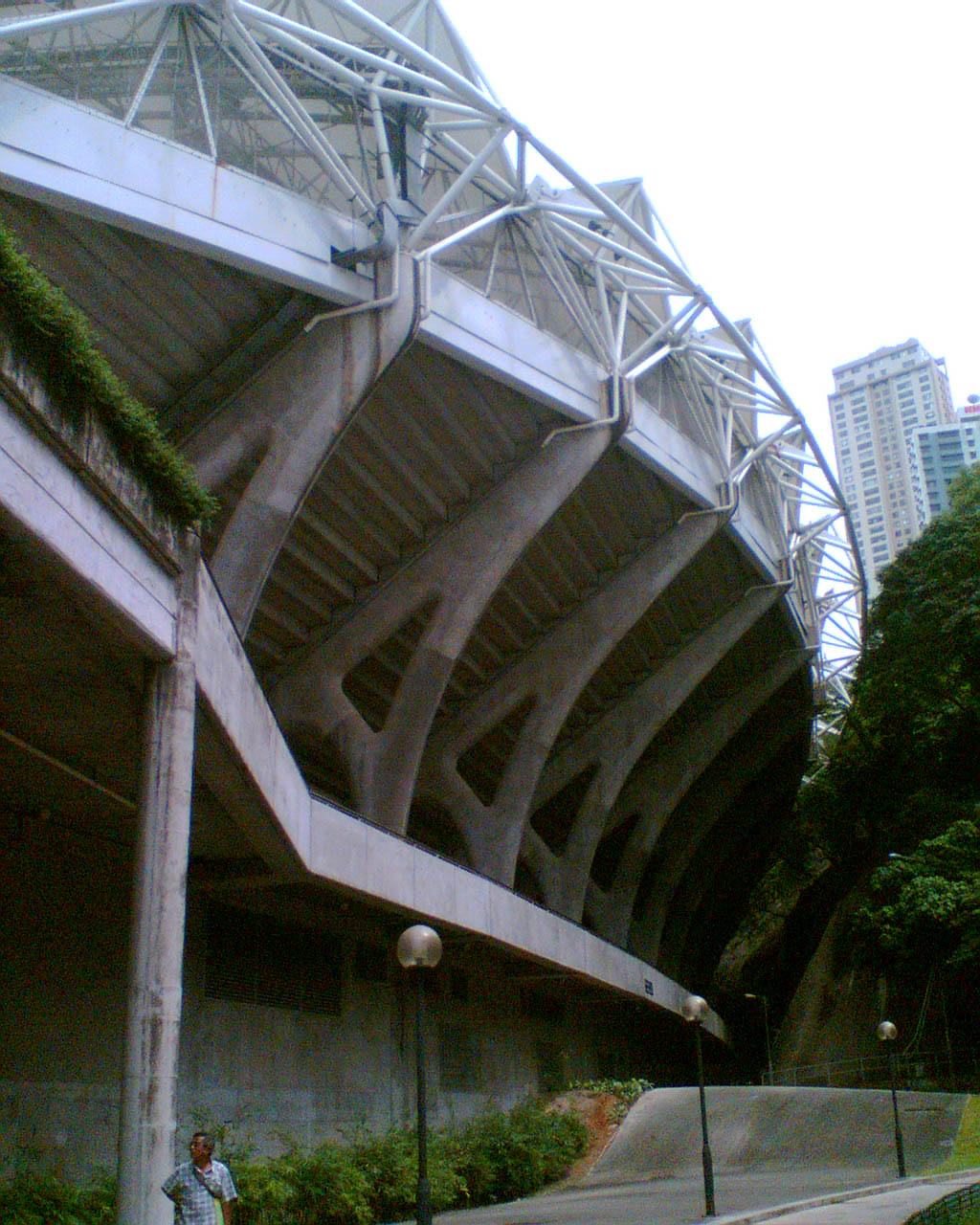
2006